# Halimeda kanaloana
Espèce
Halimeda kanaloana est une espèce d'algue verte marine de la famille des Halimedaceae. Elle se rencontre dans le Pacifique, notamment dans les eaux hawaïennes. L'épithète spécifique kanaloana signifie en effet « qui appartient à Kanaloa », c'est-à-dire au dieu hawaïen des océans